# Palatinado-Birkenfeld-Zweibrücken
El Palatinado-Birkenfeld-Zweibrücken era un estado del Sacro Imperio Romano basado en las cercanías del Ducado de Zweibrücken en la actual Renania-Palatinado, Alemania.
Palatinado-Birkenfeld-Zweibrücken se creó en 1731 cuando Cristián III del Palatinado-Zweibrücken-Birkenfeld heredó el Ducado de Zweibrücken. Cristiano murió pronto en 1735 y fue sucedido por su hijo Christian IV. Christian IV comenzó su reinado obteniendo condiciones políticamente favorables para su estado, y con este fin formó una estrecha relación con el tribunal de Francia. A pesar de que llevó a la bancarrota al estado a través de su alquimia, coleccionismo de arte, trabajos de construcción y un intento fallido de establecer una industria de porcelana en Zweibrücken, fue considerado un buen duque, especialmente en comparación con su sobrino Carlos II Augusto de Zweibrücken-Birkenfeld, quien lo sucedió en 1775.
Carlos II comenzó su reinado como un gobernante absolutista, y en los primeros dos años intentó desestimar a la corte y restaurar la situación financiera del estado. Amplió enormemente el tamaño de la casa del ducado, que rápidamente se convirtió en una carga financiera en sí misma, aumentando aún más su impopularidad.
Entre 1778/9, la guerra de la patata se libró en nombre de Carlos por Prusia y Sajonia para evitar que Carlos Teodoro, duque de Baviera, intercambiara el Ducado de Baviera por los Países Bajos austriacos, ya que Carlos era el heredero de Baviera. Cuando la revolución francesa estalló, logró obtener la neutralidad de su estado por parte de los franceses, pero en 1795 los franceses invadieron y anexaron a Zweibrücken y Carlos huyó a Mannheim y más tarde a Heidelberg-Rohrbach. Su hermano Maximiliano José lo sucedió en el título en 1795. En 1797, el Palatinado-Birkenfeld-Zweibrücken fue cedido formalmente a Francia, aunque dos años más tarde, Maximiliano heredó Baviera.
| Nombre           | Reinado   | Notas                                       |
| ---------------- | --------- | ------------------------------------------- |
| Cristián III     | 1731-1735 | Conde del Palatinado-Zweibrücken-Birkenfeld |
| Cristián IV      | 1735-1775 |                                             |
| Carlos II        | 1775-1795 |                                             |
| Maximiliano José | 1795-1797 | Rey de Baviera                              |